# Mezquía
Mezquía (en euskera y oficialmente Mezkia)  es un concejo del municipio de San Millán, en la provincia de Álava, País Vasco (España).

## Historia
Hacia mediados del siglo XIX, el lugar, ya por entonces perteneciente a San Millán, tenía contabilizada una población de 68 habitantes. Aparece descrito en el undécimo volumen del Diccionario geográfico-estadístico-histórico de España y sus posesiones de Ultramar de Pascual Madoz con las siguientes palabras:

MEZQUIA: l. del ayunt. de San Millan, en la prov. de Alava (á Vitoria 4 1/4 leg.), part. jud. de Salvatierra (1/4), aud. terr. de Burgos (28), c. g. de las Provincias Vascongadas, y dióc. de Calahorra (15). sit. en un llano interrumpido por algunas colinas de poca elevacion; clima frio; le combate el viento N. y se padecen pleuresías, pulmonías y fiebres catarrales. Tiene 16 casas, escuela para ambos sexos frecuentada por 20 alumnos y dotada con 16 fanegas de trigo, igl. parr. con la advocacion de la Asuncion de Ntra. Sra., servida por un beneficiado y cura de nombramiento del ordinario; una ermita (San Juan), que sirve para cementerio, y varias fuentes de aguas comunes y saludables para el surtido del vecindario. El térm. confina N. Zalduendo; E. Eguilaz y Vicuña; S. Munain y Salvatierra, y O. Ordoñana; comprendiendo en su circunferencia dos montes poblados. El terreno es mediano; en él nace el r. Zadorra de dos fuentes quemanan debajo de la mencionada ermita, y tiene un puente por el que pasa la carretera que desde Vitoria dirige á Pamplona y se halla en buen estado. El correo se cecibe de Salvatierra, por los mismo interesados. prod.: trigo, centeno, cebada, avena, habas, lentejas, garbanzos, arbejas, alholva, yeros, mijo, patatas, lino y cánamo; cria de ganado vacuno, caballar y de cerda; caza de liebres, perdices, codornices, palomas, ánades y zorras; pesca de anguilas y barbos. ind.: ademas de la agricultura y ganaderia, hay un molino harinero. pobl.: 16 vec., 68 almas. riqueza y contr.: con su ayunt. (V.)
(Madoz, 1848, p. 399)

En 2022, tenía empadronados diecisiete habitantes.

## Demografía
| Gráfica de evolución demográfica de Mezquía entre 2000 y 2017 |
|                                                               |
| Población de derecho según los censos de población del INE.   |

## Patrimonio
Hay en el concejo una iglesia de la Asunción de Nuestra Señora.